# Александров, Александр (футболист, апрель 1986)
Алекса́ндр Драгоми́ров Алекса́ндров (болг. Александър Драгомиров Александров; 13 апреля 1986, Шумене, Болгария) — болгарский футболист, центральный защитник. Выступал в сборной Болгарии.

## Карьера
Первым клубом Александрова стал «Волов» из его родного города. В июне 2014 года, в возрасте 18-ти лет, Александров подписал контракт с бургасским «Черноморцем» и дебютировал в чемпионате Болгарии. В сезоне 2004/2005 он принял участие в 22 матчах и забил 2 гола. Летом 2005 года, по причине сильного финансового кризиса в клубе, он покинул клуб и несколько недель спустя принял предложение «Черно море» из Варны, в составе которого он проведёт впоследствии 8 лет.
Александров дебютировал в чемпионате Болгарии в составе «Черно море» 17 сентября 2005 года, выйдя на замену в матче против «Беласицы» Петрич, который завершился победой 4:0. 29 апреля 2006 года он забил свой первый и победный гол в гостевом матче против «Пирина» из Благоевграда, завершившемся со счётом 1:0. В своем первом сезоне в составе «Черно море» Александров провёл 21 матч в чемпионате Болгарии.
Свой второй мяч за клуб он забил 20 октября 2007 года в матче против своего первого профессионального клуба «Черноморец» Бургас, который завершился победой «Черно море» 2:1.
1 ноября 2008 года Александров стал автором второго гола команды в матче против «Сливена», внеся вклад в победу команды со счётом 3:0. 29 ноября он забил свой второй гол в сезоне 2008/09 в матче против «Минёра» Перник, который его команда выиграла с разгромным счётом 4:0.
5 апреля 2011 года, в финальном матче на Кубок Болгарии против софийского ЦСКА, завершившемся поражением бургассцев со счётом 0:2, Александров получил свою первую красную карточку в майке «Черно море» . Две недели спустя он продлил свой контракт с клубом до 2013 года.
В январе 2014 года Александров подписал контракт с «Лудогорцем», за который дебютировал 30 марта в домашнем матче против пловдивского «Ботева», завершившемся ничьей 1:1.

## Международная карьера
В период с 2006 по 2008 год Александров выступал за молодёжную сборную Болгарии. В марте 2008 года главный тренер сборной Болгарии Пламен Марков вызвал Александрова в национальную команду страны на товарищеский матч против сборной Финляндии. Дебютировал он уже при Любославе Пеневе 30 мая 2013 года в выездном товарищеском матче против сборной Японии, выйдя на замену вместо травмированного Илии Миланова.

## Достижения
Лудогорец
- Чемпион Болгарии (2): 2013/14, 2014/15
- Обладатель Кубка Болгарии (1): 2013/14
- Обладатель Суперкубка Болгарии (1 раз): 2014

## Статистика
| Клуб                | Сезон           | Лига | Лига | Кубок | Кубок | Европа | Европа | Всего | Всего |
| Клуб                | Сезон           | Игры | Голы | Игры  | Голы  | Игры   | Голы   | Игры  | Голы  |
| ------------------- | --------------- | ---- | ---- | ----- | ----- | ------ | ------ | ----- | ----- |
| Черноморец (Бургас) | 2003/04         | 13   | 0    | 0     | 0     | -      | -      | 13    | 0     |
| Черноморец (Бургас) | 2004/05         | 14   | 0    | 1     | 0     | -      | -      | 15    | 0     |
| Черноморец (Бургас) | Всего           | 27   | 0    | 1     | 0     | 0      | 0      | 28    | 0     |
| Черно море          | 2005/06         | 21   | 1    | 2     | 0     | -      | -      | 23    | 1     |
| Черно море          | 2006/07         | 26   | 0    | 2     | 0     | -      | -      | 28    | 0     |
| Черно море          | 2007/08         | 27   | 1    | 4     | 0     | 1      | 0      | 33    | 1     |
| Черно море          | 2008/09         | 20   | 2    | 1     | 0     | 5      | 0      | 26    | 2     |
| Черно море          | 2009/10         | 23   | 0    | 3     | 0     | 4      | 0      | 30    | 0     |
| Черно море          | 2010/11         | 23   | 0    | 3     | 0     | -      | -      | 27    | 0     |
| Черно море          | 2011/12         | 29   | 1    | 1     | 0     | -      | -      | 30    | 1     |
| Черно море          | 2012/13         | 30   | 0    | 2     | 0     | -      | -      | 32    | 0     |
| Черно море          | 2013/14         | 18   | 0    | 2     | 0     | -      | -      | 20    | 0     |
| Черно море          | Всего           | 217  | 5    | 20    | 0     | 10     | 0      | 247   | 5     |
| Лудогорец           | 2013/14         | 8    | 0    | 2     | 0     | 0      | 0      | 10    | 0     |
| Лудогорец           | 2014/15         | 5    | 0    | 1     | 0     | 2      | 0      | 8     | 0     |
| Лудогорец           | Всего           | 13   | 0    | 3     | 0     | 2      | 0      | 18    | 0     |
| Всего в карьере     | Всего в карьере | 257  | 5    | 24    | 0     | 12     | 0      | 293   | 5     |